# Lielax järnvägsstation
Lielax järnvägsstation (finska: Lielahden rautatieasema) är en järnvägsstation i stadsdelen Lielax i Tammerfors i det finländska landskapet Birkaland. Järnvägsstationen ligger vid Tammerfors-Seinäjoki-banan och Tammerfors-Björneborg-banan. Stationsbyggnaden i rödtegel ritades år 1927 av Thure Hellström.
Lielax station öppnades för trafik den 15 maj 1928. Järnvägsstationen blev obemannad år 1978 och stationsbyggnaden flyttades till Senatfastigeters ägo år 2007. Museiverket har klassificerat Lielax järnvägsstation som skyddsobjekt.